# Сан-Жуан-ди-Лороза
Сан-Жуа́н-ди-Лоро́за (порт. São João de Lourosa) — район (фрегезия) в Португалии, входит в округ Визеу. Является составной частью муниципалитета  Визеу. По старому административному делению входил в провинцию Бейра-Алта. Входит в экономико-статистический  субрегион Дан-Лафойнш, который входит в Центральный регион. Население составляет 4316 человек на 2001 год. Занимает площадь 24,30 км².